# 80. Reserve-Division (Deutsches Kaiserreich)
Die 80. Reserve-Division war ein Großverband der Preußischen Armee im Ersten Weltkrieg.

## Gliederung

### Kriegsgliederung vom 29. Dezember 1914
- 80. Reserve-Infanterie-Brigade
  - Reserve-Infanterie-Regiment Nr. 264
  - Reserve-Infanterie-Regiment Nr. 265
  - Reserve-Infanterie-Regiment Nr. 266
  - Reserve-Radfahrer-Kompanie Nr. 80
  - Reserve-Kavallerie-Abteilung Nr. 80
- 80. Reserve-Feldartillerie-Brigade
  - Reserve-Feldartillerie-Regiment Nr. 65
  - Reserve-Feldartillerie-Regiment Nr. 66
- Reserve-Pionier-Kompanie Nr. 82
- Reserve-Pionier-Kompanie Nr. 83

### Kriegsgliederung vom 29. März 1918
- 80. Reserve-Infanterie-Brigade
  - Reserve-Infanterie-Regiment Nr. 34
  - Reserve-Infanterie-Regiment Nr. 264
  - Reserve-Infanterie-Regiment Nr. 266
  - 4. Eskadron/Husaren-Regiment „Kaiser Franz Josef von Österreich, König von Ungarn“ (Schleswig-Holsteinisches) Nr. 16
- Artillerie-Kommandeur Nr. 80
  - Reserve-Feldartillerie-Regiment Nr. 66
- Pionier-Bataillon Nr. 380
- Divisions-Nachrichten-Kommandeur Nr. 480

## Geschichte
Der Großverband wurde im Dezember 1914 aufgestellt und zunächst an der Ostfront eingesetzt. Ende Dezember 1916 folgte die Verlegung an die Westfront, wo die Division bis zum Waffenstillstand von Compiègne kämpfte. Nach Kriegsende marschierten sie in die Heimat zurück, wo die Division demobilisiert und im Januar 1919 schließlich aufgelöst wurde.

### Gefechtskalender

#### 1914
- ab 29. Dezember --- Aufmarsch der 10. Armee

#### 1915
- bis 1. Februar --- Aufmarsch der 10. Armee
- 4. bis 22. Februar --- Winterschlacht in Masuren
- 23. Februar bis 6. März --- Gefechte am Bobr
- 9. bis 12. März --- Gefechte bei Sejny
- 25. bis 30. März --- Gefechte bei Krasnopol und Krasne
- 31. März bis 20. Juli --- Stellungskämpfe zwischen Augustów, Mariampol und Pilwiszki
  - 17. bis 20. Mai --- Gefechte bei Szaki
- 21. Juli bis 7. August --- Kämpfe an der Jesia und bei Wejwery
- 8. bis 18. August --- Belagerung von Kowno
- 19. August bis 8. September --- Njemen-Schlacht
- 9. September bis 2. Oktober --- Schlacht bei Wilna
- ab 3. Oktober --- Stellungskämpfe zwischen Krewo-Smorgon-Narotsch-Tweretsch

#### 1916
- bis 20. Dezember --- Stellungskämpfe zwischen Krewo-Smorgon-Narotschsee-Tweretsch
- 21. bis 25. Dezember --- Transport nach dem Westen
- ab 24. Dezember --- Reserve der OHL

#### 1917
- bis 14. Januar --- Reserve der OHL
- 15. Januar bis 1. April --- Stellungskämpfe in Flandern und Artois
- 2. April bis 16. Mai --- Frühjahrsschlacht bei Arras
- 17. bis 26. Mai --- Stellungskämpfe an der Yser
- 27. Mai bis 25. Juni --- Kampf um den Wytschaetebogen
- 25. Juni bis 7. Juli --- Stellungskämpfe in Flandern und Artois
- 8. bis 19. Juli --- Stellungskämpfe in der Champagne
- 20. Juli bis 8. September --- Stellungskämpfe vor Verdun
  - 12. August bis 8. September --- Abwehrschlacht bei Verdun
- 9. September bis 6. Oktober --- Stellungskämpfe in der Champagne
- ab 6. Oktober --- Stellungskämpfe in den Argonnen

#### 1918
- bis 26. Januar --- Stellungskämpfe in den Argonnen
- 26. Januar bis 26. Februar --- Stellungskämpfe in der Champagne
- 27. Februar bis 18. März --- Stellungskämpfe in den Argonnen
- 19. bis 27. März --- Stellungskämpfe in der Champagne
- 28. März bis 6. April --- Große Schlacht in Frankreich
- 7. bis 15. April --- Kämpfe an der Avre und bei Montdidier und Noyon
- 16. April bis 23. August --- Stellungskämpfe bei Reims
- 24. bis 31. August --- Stellungskämpfe an der Vesle
- 1. bis 4. September --- Abwehrschlacht zwischen Oise und Aisne
- 5. bis 8. September --- Kämpfe bei Vauxaillon und Laffaux
- 5. bis 8. September --- Kämpfe vor der Siegfriedfront
- 9. bis 22. September --- Kämpfe in der Siegfriedstellung
- 22. September bis 9. Oktober --- Stellungskämpfe bei Reims
- 10. bis 12. Oktober --- Kämpfe vor der Hunding- und Brunhild-Front
- 13. bis 24. Oktober --- Stellungskämpfe an der Aisne
- 25. Oktober bis 1. November --- Abwehrschlacht in der Hundingstellung
- 2. bis 4. November --- Stellungskämpfe an der Aisne
- 5. bis 11. November --- Rückzugskämpfe vor der Antwerpen-Maas-Stellung
- ab 12. November --- Räumung des besetzten Gebietes und Marsch in die Heimat

## Kommandeure
| Dienstgrad      | Name                        | Datum                                  |
| --------------- | --------------------------- | -------------------------------------- |
| Generalleutnant | Max Karl Gottlob Beckmann   | 20. Dezember 1914 bis 3. November 1915 |
| Generalmajor    | Erich von Redern            | 4. November 1915 bis 12. Juni 1916     |
| Generalleutnant | Friedrich Karl Erich Goebel | 13. Juni 1916 bis 16. März 1917        |
| Generalmajor    | Theodor Karl Ernst Körner   | 17. März 1917 bis 14. Mai 1918         |
| Generalmajor    | Paul Jancke                 | 15. Mai 1918 bis 23. Januar 1919       |